# Gare des Eyzies
Gare des Eyzies vasútállomás Franciaországban, Les Eyzies-de-Tayac-Sireuil településen.

## Vasútvonalak
Az állomást az alábbi vasútvonalak érintik:
- Niversac-Agen-vasútvonal

## Kapcsolódó állomások
A vasútállomáshoz az alábbi állomások vannak a legközelebb:
- Gare de Mauzens-Miremont
- Gare du Bugue